# Thanh Quang (xã)
Thanh Quang là một xã thuộc huyện Thanh Hà, tỉnh Hải Dương, Việt Nam.

## Địa lý
Xã Thanh Quang nằm ở phía đông nam huyện Thanh Hà, có vị trí địa lý:
- Phía đông giáp thành phố Hải Phòng và huyện Kim Thành
- Phía tây giáp huyện Tứ Kỳ và xã Thanh Sơn
- Phía nam giáp xã Thanh Cường và xã Thanh Hồng
- Phía bắc giáp xã Thanh Thủy và xã Thanh Xuân.

Xã Thanh Quang có diện tích 12,78 km², dân số năm 2018 là 10.917 người, mật độ dân số đạt 854 người/km².

## Lịch sử
Xã Thanh Quang trước đây vốn là ba xã: Thanh Bính, Hợp Đức và Trường Thành thuộc huyện Thanh Hà.
Trước khi sáp nhập, xã Thanh Bính có diện tích 5,52 km², dân số là 4.536 người, mật độ dân số đạt 822 người/km², gồm thị tứ Chợ Hệ và các thôn: Đồng Bửa, Phúc Giới, Thanh Lanh, Hệ Vĩnh, Đồng Hạ. Xã Hợp Đức có diện tích 4,26 km², dân số là 3.583 người, mật độ dân số đạt 841 người/km². Xã Trường Thành có diện tích 3,00 km², dân số là 2.798 người, mật độ dân số đạt 933 người/km².
Ngày 16 tháng 10 năm 2019, Ủy ban Thường vụ Quốc hội ban hành Nghị quyết số 788/NQ-UBTVQH14 về việc sắp xếp các đơn vị hành chính cấp huyện, cấp xã thuộc tỉnh Hải Dương (nghị quyết có hiệu lực từ ngày 1 tháng 12 năm 2019). Theo đó, sáp nhập toàn bộ diện tích và dân số của ba xã: Thanh Bính, Hợp Đức, Trường Thành thành xã Thanh Quang.

## Di tích

### Đền Từ Hạ
Đền Từ Hạ thờ ba vị Thành hoàng làng đó là: Đặng Chân, Trịnh Thị Khang và Đặng Trí có công giúp vua Đinh Tiên Hoàng dẹp loạn 12 sứ quân vào thế kỷ X. Đền Từ Hạ còn có tên là đền Thánh Cả. Đền hiện thuộc thôn Phúc Giới, xã Thanh Quang (xưa là xã Thanh Bính), huyện Thanh Hà, tỉnh Hải Dương
Vào triều đại nhà Đinh, tại trang Hạ Hoành, huyện Bình Hà, Lộ Hải Dương có một tù trưởng giàu có tên là Đặng Chân - một người văn võ toàn tài, kết duyên cùng Trịnh Thị Khang- một nữ trung hào kiệt quê ở Khoái Châu, tỉnh Sơn Nam. Hai người có con trai là Đặng Trí khôi ngô tuấn tú, lớn lên có tài văn võ. Bấy giờ loạn 12 sứ quân nổi lên khắp nơi, vua Đinh Tiên Hoàng xuất hịch cấp báo, Công Chân và con trai đến xung quân. Đặng Chân được phong là Đại tướng quân, lãnh binh theo đường bộ, con trai Đặng Trí cùng mẹ là Trịnh Thị Khang lãnh binh theo đường thủy. Sau khi dẹp loạn 12 sứ quân, cả gia đình được vua phong tặng chức vị và trở về quê hương, khi qua đời được dân làng tôn ba vị là Thành hoàng. Công Chân được gọi là đức Thánh Cả, Đặng Trí là Thánh Tử, Trịnh Thị Khang là Thánh Mẫu. Các triều đại sau đều ban sắc, hiện nay đền còn giữ được 9 đạo sắc thời Nguyễn. Bức cuốn thư sơn son thếp vàng được tạo năm Khải Định thứ 7 (1922) với nội dung ca ngợi công lao các vị Thành hoàng như sau: 
“ Bậc thần có công lao to lớn, đánh dẹp loạn 12 sứ quân, công đức lớn sánh ngang trời đất, hoá linh thiêng nơi miếu điện phù giúp dân lành. Dân chúng lưu truyền tế tự, để người hưởng tế lễ ngàn thu. Cung kính chúc Thánh Cung muôn tuổi, dân khắp nơi thấm nhuần ơn trạch lớn lao”.
Đền Từ Hạ là di tích lịch sử tiêu biểu của tỉnh Hải Dương. Do vị trí đền ở xa khu dân cư, ba phía có sông bao bọc, rất thuận lợi cho hoạt động bí mật. Tỉnh uỷ Hải Dương đã chọn đền Từ Hạ làm căn cứ sinh hoạt, hội họp, lãnh đạo nhân dân trong tỉnh đấu tranh chống thực dân Pháp.